# Patricia Zepeda
Patricia Zepeda es una actriz, productora, escritora, cantante y activista mexicana, nacida en la ciudad de Orizaba, Veracruz el 27 de junio de 1987.

## Estudios
Inició sus estudios de teatro a la edad de 8 años en el Instituto Regional de Bellas Artes de Orizaba (IRBAO) y el museo de arte del estado. Años después se integró a la escuela arte escénico del actor Miguel Pizarro y a los talleres del foro Arte donde estudió durante 2 años bajo el método de Strasberg.
Posteriormente alternó la licenciatura en psicología y educación infantil con la carrera de actuación en la Facultad de teatro de Xalapa Veracruz. Continuó con la maestría en literatura mexicana y obtuvo un doctorado en literatura hispanoamericana.
Dentro de su formación actoral también ha tomado diversos talleres en CasAzul y el centro de ciencias cinematográficas CCC.
Es productora asociada de Butaca Films donde ha participado como actriz, directora y productora en proyectos cinematográficos de dicha casa.
Su carrera la ha basado en los escenarios teatrales donde ha causado polémica con obras como Nosotros somos dios (Movimiento de 1968) y La visita de la bestia, que ha promovido para defender los derechos de las mujeres en México.
A publicado para las revista literarias: Letras de libertad (México), Poesía para el alma (México) y Rever Paroles (Paris).
En el año 2010 crea una fundación que se encarga de apoyar a las comunidades indígenas, y con el apoyo de su productora funda Voz para los que no tienen voz, en defensa de los animales.
En el mes de enero de 2015 se integra como conferenciante, terapeuta y columnista de la organización Escuela de la vida.
En el año de 2017 se integra como columnista de la revista digital Ximena
A partir de 2018 escribe para el portal Igualdades Mx apoyando la lucha por los derechos de la comunidad LGBT
En enero de 2019 se integra como columnista en el portal cultura colectiva escribiendo textos en español e Inglés.

## Teatro
- Crisálida Roja (Terror)
- Se vende una mula (comedia)
- Postales de la muerte (humor negro)
- Cuento de Navidad (musical)
- La tercera ley de Newton (comedia)
- Estampas de la muerte (humor negro)
- Las 3 caídas del amor, lo vende. (Comedia)
- Sin espacio, lugar ni tiempo (Teatro experimental)
- Rosa de dos aromas (Comedia)
- ¿Y donde está el mago de oz? (Comedia musical)
- La mulata de Córdoba (Drama)
- La casa de Bigu (Trabajo con títeres)
- El enfermo imaginario (Comedia)
- Nosotros somos dios (Drama)
- El búcaro azul (Comedia)
- El gesticulador (Drama)
- La casa de Bernarda de Alba (Drama)
- Los Revillajijedo (Drama)
- La mujer legítima (Drama)
- El Camino Rojo a Sabaiba (Realismo Mágico)
- Teatro a la carta (Improvisación)
- La visita de la bestia (Drama)
- Frida Kahlo, cartas (Drama)
- El tamaño si importa (Comedia) Temporada 13 de Teatro en corto
- Cuentos cortos al estilo Shakespeare (Comedia, Drama, Farsa)
- Relatos de la catrina (Cuentos para niños)
- Crisálida Roja (Suspenso-Drama) Temporada 24 de Microteatro México

## Cine
- Adicción (Cortometraje)
- Encrucijada
- 5 minutos (Cortometraje)
- Párpados al viento (Cortometraje) (España)
- Lecturas del ayer (Argentina)
- Visitas tardías (Argentina)
- Ustedes y ellos (Cortometraje) (Perú)
- Ellas (Largometraje) (México)

## Series
- 91.Miedo (Series) Primera temporada.
- 91.Miedo (Series) Segunda temporada.

## Radio
- Doña Justa (Serie) (Mujeres en frecuencia)

- Datos: Q17624678
- Multimedia: Patricia Zepeda / Q17624678